# Harpalyce villosa
Harpalyce villosa är en ärtväxtart som beskrevs av Nathaniel Lord Britton och William M. Wilson. Harpalyce villosa ingår i släktet Harpalyce och familjen ärtväxter. Inga underarter finns listade i Catalogue of Life.